# Grand Prix Belgie
Grand Prix Belgie (nizozemsky Grote Prijs van België; francouzsky Grand Prix de Belgique; německy Großer Preis von Belgien, anglicky Belgian Grand Prix) je jedním ze závodů mistrovství světa vozů Formule 1, pořádané Mezinárodní automobilovou federací. Tradičním termínem je měsíc září a místem je trať Circuit de Spa-Francorchamps nedaleko města Spa ve východní části země, v pohoří Ardeny. Jinými místy, kde se závod pořádal, byly Zolder, Nivelles a Bois de la Cambre.

## Historie
V rámci šampionátu Formule 1 se Grand Prix Belgie jezdí s přestávkami již od prvního ročníku 1950 a tím patří mezi skupinu nejstarších - spolu s např. Grand Prix Itálie, Grand Prix Velké Británie nebo Grand Prix Monaka. Některé ze závodů byly pořádány též pod názvem Grand Prix Evropy.

## Vítězové Grand Prix Belgie
Tučně jsou znázorněni účastníci aktuální sezóny šampionátu Formule 1.
Růžové pozadí znázorňuje závody, které nebyly součástí šampionátů Formule 1.
Žluté pozadí znázorňuje závody, které byly vypsány jako Předválečné evropské mistrovství.
Zelené pozadí znázorňuje závody, které byly součástí Mistrovství světa dodavatelů motorů.

### Opakovaná vítězství (jezdci)
| Počet vítězství | Jezdec             | Roky                               |
| --------------- | ------------------ | ---------------------------------- |
| 6               | Michael Schumacher | 1992, 1995, 1996, 1997, 2001, 2002 |
| 5               | Ayrton Senna       | 1985, 1988, 1989, 1990, 1991       |
| 5               | Lewis Hamilton     | 2010, 2015, 2017, 2020, 2024       |
| 4               | Jim Clark          | 1962, 1963, 1964, 1965             |
| 4               | Kimi Räikkönen     | 2004, 2005, 2007, 2009             |
| 3               | Juan Manuel Fangio | 1950, 1954, 1955                   |
| 3               | Damon Hill         | 1993, 1994, 1998                   |
| 3               | Sebastian Vettel   | 2011, 2013, 2018                   |
| 3               | Max Verstappen     | 2021, 2022, 2023                   |
| 2               | Alberto Ascari     | 1952, 1953                         |
| 2               | Emerson Fittipaldi | 1972, 1974                         |
| 2               | Niki Lauda         | 1975, 1976                         |
| 2               | Alain Prost        | 1983, 1987                         |

### Opakovaná vítězství (týmy)
| Počet vítězství | Konstruktér | Roky |
| --------------- | ----------- | --- |
| 18              | Ferrari     | 1952, 1953, 1956, 1961, 1966, 1975, 1976, 1979, 1984, 1996, 1997, 2001, 2002, 2007, 2008, 2009, 2018, 2019 |
| 15              | McLaren     | 1968, 1974, 1982, 1987, 1988, 1989, 1990, 1991, 1999, 2000, 2004, 2005, 2010, 2012, 2025                   |
| 8               | Lotus       | 1962, 1963, 1964, 1965, 1972, 1977, 1978, 1985                                                             |
| 8               | Mercedes    | 1935, 1939, 1955, 2015, 2016, 2017, 2020, 2024                                                             |
| 6               | Red Bull    | 2011, 2013, 2014, 2021, 2022, 2023                                                                         |
| 4               | Alfa Romeo  | 1925, 1947, 1950, 1951                                                                                     |
| 4               | Williams    | 1981, 1986, 1993, 1994                                                                                     |
| 3               | Bugatti     | 1930, 1931, 1934                                                                                           |
| 2               | Maserati    | 1933, 1954                                                                                                 |
| 2               | Benetton    | 1992, 1995                                                                                                 |

### Opakovaná vítězství (dodavatelé motorů)
| Počet vítězství | Dodavatel  | Roky |
| --------------- | ---------- | --- |
| 18              | Ferrari    | 1952, 1953, 1956, 1961, 1966, 1975, 1976, 1979, 1984, 1996, 1997, 2001, 2002, 2007, 2008, 2009, 2018, 2019 |
| 15              | Mercedes** | 1935, 1939, 1955, 1999, 2000, 2004, 2005, 2010, 2012, 2015, 2016, 2017, 2020, 2024, 2025                   |
| 10              | Ford*      | 1968, 1972, 1973, 1974, 1977, 1978, 1980, 1981, 1982, 1992                                                 |
| 8               | Renault    | 1983, 1985, 1993, 1994, 1995, 2011, 2013, 2014                                                             |
| 6               | Honda      | 1986, 1988, 1989, 1990, 1991, 2021                                                                         |
| 5               | Climax     | 1960, 1962, 1963, 1964, 1965                                                                               |
| 4               | Alfa Romeo | 1925, 1947, 1950, 1951                                                                                     |
| 3               | Bugatti    | 1930, 1931, 1934                                                                                           |
| 2               | Maserati   | 1933, 1954                                                                                                 |

* V letech 1997–2003 působil jako Ilmor.

** V letech 1968–1993 působil jako Cosworth.

### Vítězové v jednotlivých letech
| Rok         | Jezdec                                  | Konstruktér         | Trať              | Výsledky  |
| ----------- | --------------------------------------- | ------------------- | ----------------- | --------- |
| 2025        | Oscar Piastri                           | McLaren-Mercedes    | Spa-Francorchamps | Výsledky  |
| 2024        | Lewis Hamilton                          | Mercedes            | Spa-Francorchamps | Výsledky  |
| 2023        | Max Verstappen                          | Red Bull-Honda RBPT | Spa-Francorchamps | Výsledky  |
| 2022        | Max Verstappen                          | Red Bull-RBPT       | Spa-Francorchamps | Výsledky  |
| 2021        | Max Verstappen                          | Red Bull-Honda      | Spa-Francorchamps | Výsledky  |
| 2020        | Lewis Hamilton                          | Mercedes            | Spa-Francorchamps | Výsledky  |
| 2019        | Charles Leclerc                         | Ferrari             | Spa-Francorchamps | Výsledky  |
| 2018        | Sebastian Vettel                        | Ferrari             | Spa-Francorchamps | Výsledky  |
| 2017        | Lewis Hamilton                          | Mercedes            | Spa-Francorchamps | Výsledky  |
| 2016        | Nico Rosberg                            | Mercedes            | Spa-Francorchamps | Výsledky  |
| 2015        | Lewis Hamilton                          | Mercedes            | Spa-Francorchamps | Výsledky  |
| 2014        | Daniel Ricciardo                        | Red Bull-Renault    | Spa-Francorchamps | Výsledky  |
| 2013        | Sebastian Vettel                        | Red Bull-Renault    | Spa-Francorchamps | Výsledky  |
| 2012        | Jenson Button                           | McLaren-Mercedes    | Spa-Francorchamps | Výsledky  |
| 2011        | Sebastian Vettel                        | Red Bull-Renault    | Spa-Francorchamps | Výsledky  |
| 2010        | Lewis Hamilton                          | McLaren-Mercedes    | Spa-Francorchamps | Výsledky  |
| 2009        | Kimi Räikkönen                          | Ferrari             | Spa-Francorchamps | Výsledky  |
| 2008        | Felipe Massa                            | Ferrari             | Spa-Francorchamps | Výsledky  |
| 2007        | Kimi Räikkönen                          | Ferrari             | Spa-Francorchamps | Výsledky  |
| 2006        | Nejelo se                               | Nejelo se           | Nejelo se         | Nejelo se |
| 2005        | Kimi Räikkönen                          | McLaren-Mercedes    | Spa-Francorchamps | Výsledky  |
| 2004        | Kimi Räikkönen                          | McLaren-Mercedes    | Spa-Francorchamps | Výsledky  |
| 2003        | Nejelo se                               | Nejelo se           | Nejelo se         | Nejelo se |
| 2002        | Michael Schumacher                      | Ferrari             | Spa-Francorchamps | Výsledky  |
| 2001        | Michael Schumacher                      | Ferrari             | Spa-Francorchamps | Výsledky  |
| 2000        | Mika Häkkinen                           | McLaren-Mercedes    | Spa-Francorchamps | Výsledky  |
| 1999        | David Coulthard                         | McLaren-Mercedes    | Spa-Francorchamps | Výsledky  |
| 1998        | Damon Hill                              | Jordan-Mugen-Honda  | Spa-Francorchamps | Výsledky  |
| 1997        | Michael Schumacher                      | Ferrari             | Spa-Francorchamps | Výsledky  |
| 1996        | Michael Schumacher                      | Ferrari             | Spa-Francorchamps | Výsledky  |
| 1995        | Michael Schumacher                      | Benetton-Renault    | Spa-Francorchamps | Výsledky  |
| 1994        | Damon Hill                              | Williams-Renault    | Spa-Francorchamps | Výsledky  |
| 1993        | Damon Hill                              | Williams-Renault    | Spa-Francorchamps | Výsledky  |
| 1992        | Michael Schumacher                      | Benetton-Ford       | Spa-Francorchamps | Výsledky  |
| 1991        | Ayrton Senna                            | McLaren             | Spa-Francorchamps | Výsledky  |
| 1990        | Ayrton Senna                            | McLaren-Honda       | Spa-Francorchamps | Výsledky  |
| 1989        | Ayrton Senna                            | McLaren-Honda       | Spa-Francorchamps | Výsledky  |
| 1988        | Ayrton Senna                            | McLaren-Honda       | Spa-Francorchamps | Výsledky  |
| 1987        | Alain Prost                             | McLaren-TAG         | Spa-Francorchamps | Výsledky  |
| 1986        | Nigel Mansell                           | Williams-Honda      | Spa-Francorchamps | Výsledky  |
| 1985        | Ayrton Senna                            | Lotus-Renault       | Spa-Francorchamps | Výsledky  |
| 1984        | Michele Alboreto                        | Ferrari             | Zolder            | Výsledky  |
| 1983        | Alain Prost                             | Renault             | Spa-Francorchamps | Výsledky  |
| 1982        | John Watson                             | McLaren-Ford        | Zolder            | Výsledky  |
| 1981        | Carlos Reutemann                        | Williams-Ford       | Zolder            | Výsledky  |
| 1980        | Didier Pironi                           | Ligier-Ford         | Zolder            | Výsledky  |
| 1979        | Jody Scheckter                          | Ferrari             | Zolder            | Výsledky  |
| 1978        | Mario Andretti                          | Lotus-Ford          | Zolder            | Výsledky  |
| 1977        | Gunnar Nilsson                          | Lotus-Ford          | Zolder            | Výsledky  |
| 1976        | Niki Lauda                              | Ferrari             | Zolder            | Výsledky  |
| 1975        | Niki Lauda                              | Ferrari             | Zolder            | Výsledky  |
| 1974        | Emerson Fittipaldi                      | McLaren-Ford        | Nivelles          | Výsledky  |
| 1973        | Jackie Stewart                          | Tyrrell-Ford        | Zolder            | Výsledky  |
| 1972        | Emerson Fittipaldi                      | Lotus-Ford          | Nivelles          | Výsledky  |
| 1971        | Nejelo se                               | Nejelo se           | Nejelo se         | Nejelo se |
| 1970        | Pedro Rodríguez                         | BRM                 | Spa-Francorchamps | Výsledky  |
| 1969        | Nejelo se                               | Nejelo se           | Nejelo se         | Nejelo se |
| 1968        | Bruce McLaren                           | McLaren-Ford        | Spa-Francorchamps | Výsledky  |
| 1967        | Dan Gurney                              | Eagle-Weslake       | Spa-Francorchamps | Výsledky  |
| 1966        | John Surtees                            | Ferrari             | Spa-Francorchamps | Výsledky  |
| 1965        | Jim Clark                               | Lotus-Climax        | Spa-Francorchamps | Výsledky  |
| 1964        | Jim Clark                               | Lotus-Climax        | Spa-Francorchamps | Výsledky  |
| 1963        | Jim Clark                               | Lotus-Climax        | Spa-Francorchamps | Výsledky  |
| 1962        | Jim Clark                               | Lotus-Climax        | Spa-Francorchamps | Výsledky  |
| 1961        | Phil Hill                               | Ferrari             | Spa-Francorchamps | Výsledky  |
| 1960        | Jack Brabham                            | Cooper-Climax       | Spa-Francorchamps | Výsledky  |
| 1959        | Nejelo se                               | Nejelo se           | Nejelo se         | Nejelo se |
| 1958        | Tony Brooks                             | Vanwall             | Spa-Francorchamps | Výsledky  |
| 1957        | Nejelo se                               | Nejelo se           | Nejelo se         | Nejelo se |
| 1956        | Peter Collins                           | Ferrari             | Spa-Francorchamps | Výsledky  |
| 1955        | Juan Manuel Fangio                      | Mercedes            | Spa-Francorchamps | Výsledky  |
| 1954        | Juan Manuel Fangio                      | Maserati            | Spa-Francorchamps | Výsledky  |
| 1953        | Alberto Ascari                          | Ferrari             | Spa-Francorchamps | Výsledky  |
| 1952        | Alberto Ascari                          | Ferrari             | Spa-Francorchamps | Výsledky  |
| 1951        | Giuseppe Farina                         | Alfa Romeo          | Spa-Francorchamps | Výsledky  |
| 1950        | Juan Manuel Fangio                      | Alfa Romeo          | Spa-Francorchamps | Výsledky  |
| 1949        | Louis Rosier                            | Talbot              | Spa-Francorchamps | Výsledky  |
| 1948        | Nejelo se                               | Nejelo se           | Nejelo se         | Nejelo se |
| 1947        | Jean-Pierre Wimille                     | Alfa Romeo          | Spa-Francorchamps | Výsledky  |
| 1946        | Eugène Chaboud                          | Delage              | Bois de la Cambre | Výsledky  |
| 1945 - 1940 | Nejelo se                               | Nejelo se           | Nejelo se         | Nejelo se |
| 1939        | Hermann Lang                            | Mercedes            | Spa-Francorchamps | Výsledky  |
| 1938        | Nejelo se                               | Nejelo se           | Nejelo se         | Nejelo se |
| 1937        | Rudolf Hasse                            | Auto Union          | Spa-Francorchamps | Výsledky  |
| 1936        | Nejelo se                               | Nejelo se           | Nejelo se         | Nejelo se |
| 1935        | Rudolf Caracciola                       | Mercedes            | Spa-Francorchamps | Výsledky  |
| 1934        | René Dreyfus                            | Bugatti             | Spa-Francorchamps | Výsledky  |
| 1933        | Tazio Nuvolari                          | Maserati 8CM        | Spa-Francorchamps | Výsledky  |
| 1932        | Nejelo se                               | Nejelo se           | Nejelo se         | Nejelo se |
| 1931        | William Grover-Williams Caberto Conelli | Bugatti             | Spa-Francorchamps | Výsledky  |
| 1930        | Louis Chiron                            | Bugatti             | Spa-Francorchamps | Výsledky  |
| 1929 - 1926 | Nejelo se                               | Nejelo se           | Nejelo se         | Nejelo se |
| 1925        | Antonio Ascari                          | Alfa Romeo          | Spa-Francorchamps | Výsledky  |